# Радионово (Костромская область)
Радионово — деревня в Ореховском сельском поселении Галичского района Костромской области России. 

## География
Деревня расположена на берегу реки Ногинка.

## История
Согласно Спискам населенных мест Российской империи в 1872 году деревня относилась к 1 стану Галичского уезда Костромской губернии. В ней числилось 7 дворов, проживало 18 мужчин и 27 женщин.
Согласно переписи населения 1897 года в деревне проживало 69 человек (31 мужчина и 38 женщин).
Согласно Списку населенных мест Костромской губернии в 1907 году деревня относилась к Новографской волости Галичского уезда Костромской губернии. По сведениям волостного правления за 1907 год в ней числилось 15 крестьянских дворов и 87 жителей. Основным занятием жителей деревни, помимо земледелия, был малярный промысел.
До муниципальной реформы 2010 года деревня также входила в состав Костомского сельского поселения.